# Sousmoulins
Sousmoulins là một xã trong tỉnh Charente-Maritime trong vùng Nouvelle-Aquitaine, tây nam nước Pháp. Xã Sousmoulins nằm ở khu vực có độ cao trung bình 118 mét trên mực nước biển.
Sông Seugne tạo thành một phần biên giới phía đông bắc của xã.